# الدوري الهولندي الممتاز 1893–94
الدوري الهولندي الممتاز 1893–94 (بالهولندية: Nederlands landskampioenschap voetbal 1893/94)‏ هو الموسم 6 من الدوري الهولندي الممتاز. أشرف على تنظيمه الاتحاد الملكي الهولندي لكرة القدم، وفاز فيه AVV RAP ‏.